# 삼별초
삼별초(三別抄)는 몽골 침략기에 그에 대항하던 고려의 무장 세력이며, 원래는 하나의 단일한 단체가 아니었다. 뒤에 삼별초의 난을 일으킨다. 다른 반란군과는 달리 원래는 비정규군이었다가 정규군으로 재편된 군대였다. 제주도에서 궤멸하였다는 것이 통설이나, 일부 세력이 류큐 왕국(오키나와 지역)으로 향하였다는 주장도 제기되고 있다.

## 유래
별초(別抄)는 몽골 침입 이전부터 등장하는데, 기존의 정규 군사조직 이외의 새로이 편성된 군대를 의미하는 것으로 보인다. 이후 별초는 지역별 별초, 신분별 별초 등으로 변화하게 되는데, 이는 고려 전기의 군사 조직을 대체하는 새로운 군사 조직의 등장을 의미한다. 첫 등장은 무신정권 초반기에 발생한 조위총이 일으킨 반란 때부터이다. 대몽항쟁과 관련하여서는 야별초 등이 주로 언급되지만, 지역이나 신분별 별초군 또한 대몽항쟁기에 활동한 모습이 확인된다.
삼별초는 처음에 최우가 도둑을 막기 위해 설치한 야별초(夜別抄)에서 유래한다. 야별초는 1219년 최우가 권력 보호를 위해 조직한 사병이었는데, 뒤에 몽골의 침략에 대항하는 정규군으로 편성되었으며, 도방의 직할 부대의 성격을 띠게 된다. 그에 따라 야별초는 다시 좌별초, 우별초로 나뉘었으며, 몽골에 포로로 잡혀갔다 돌아오거나 탈출한 이들로 이루어진 신의군을 포함하여 삼별초라 불렀다. 삼별초는 주로 경찰·군사 등의 공적(公的) 임무를 띠었으나 무인 정권기의 특성상, 실질적으로는 최씨 무신정권의 사병에 가까운 조직이었다. 한편으로 그 지휘관에는 도령(都領)·지휘(指揮)·교위(校尉) 등의 무반관료들이 임명되어, 어디까지나 국가의 통제를 받는 군조직이기도 하였다.

## 대몽항쟁의 배경
1231년부터 몽골 침략이 시작되자 최씨 일가와 지배자들은 강화도로 피난을 떠난다. 1258년 김준이 최충헌의 증손 최의를 살해함으로써, 최씨 일가 독재를 종식시켰다. 그러나 그 뒤에도 지배자는 김준에서 임연, 그리고 다시 임연의 아들 임유무로 무신 지배는 승계되었다. 이 와중에 원종은 결국 몽골에 굴복했고, 대세는 이미 몽골에 굴복한 원종 쪽으로 기울었다. 1270년 음력 5월 원나라에서 귀국길에 오른 원종은 1270년 개경으로의 환도를 단행하였다. 이는 고려가 몽골에 의한 격하를 전제로 하는 것이었다. 즉, 원 간섭기의 시작이었다. 그러자 임유무는 이에 저항한다. 그러자 원종은 삼별초를 회유하여 임유무를 암살하여 100년간 왕권보다 더 강력한 권세를 휘두르던 무인시대는 완전히 종말을 고하게 되었다.

## 대몽항쟁
그러나 결국 1270년 개경 환도가 임박하자 삼별초는 몽골에 굴복한 왕에게 운명을 맡길 수 없었고, 내부에서 동요하기 시작했다. 결국 원종은 삼별초에게 해산령을 내리고 그들의 명단을 거둬오도록 지시하였다. 이 연명부가 몽골군의 수중에 넘어가면 삼별초는 큰 타격을 입을 수밖에 없었다. 따라서 삼별초 내에서 이에 대한 반감이 컸다. 마침내 1270년 음력 6월 초, 개경 환도를 앞둔 시점에서 삼별초의 지도자였던 배중손과 노영희 등 삼별초 지휘자들은 항전을 결정한다.
삼별초는 왕족인 왕온을 추대하여 왕으로 삼고, 강화도의 거의 모든 재산과 사람들을 태운 대선단을 이끌고 진도로 이동했다. 이 과정에서 강화도의 대부분의 시설은 불태워졌다. 당시 진도와 그 인근 지역에는 과거 최씨 정권이 소유한 대규모의 농장이 그때까지도 존재하였다. 동시에 진도는 경상도와 전라도 지방의 세곡이 서울로 운송되는 길목에 속해 있었다. 이는 세곡으로 운반되는 식량과 자금을 자체 군량으로 쓰는 동시에 군사적인 요충지였다.
진도에 도착한 삼별초는 '용장사'라는 절을 임시 궁궐로 삼았다. 그리고 용장사 주변에 산성을 쌓고 관아도 세웠으며, 이를 기반으로 진도는 제법 도읍지의 면모를 갖추었다. 진압군은 속수무책이었던 반면, 이들은 남해안 일대를 석권하고 해상력을 기반으로 하는 새로운 정부를 건설한다. 그들은 또 고려의 정통 정부임을 자처하면서 일본에 사절을 교환하는 등의 외교활동도 하였다. 1270년 음력 11월에 이르러 삼별초군은 제주도까지 점령하였다.

### 결과
1271년 음력 5월 몽골에 의해 진압군이 조직되어 좌군·중군·우군, 즉 세 방향으로 나눠서 진도를 공격해왔다. 삼별초는 진도의 관문이었던 벽파진에서 중군을 막는 데 주력하였다. 그러나 삼별초가 중군으로 들어오는 적을 막는 데 주력하는 동안, 그 틈을 타서 진압군의 좌군과 우군이 배후와 측면에서 기습 공격을 해왔고, 성은 순식간에 무너졌다. 지휘자 배중손과 승화후 온은 살해되고 혼란에 빠진 삼별초는 흩어져 각기 피신하였다.
살아남은 삼별초 병사들은 김통정의 지휘 아래 혼란을 수습하고 제주도로 후퇴한다. 그 후 제주도에 상당한 규모의 외성을 건립하는 등 여몽 연합군에 항거하며 일진일퇴가 거듭되었다. 그러던 중 1273년 음력 4월, 진압군 1만여 명이 제주도에 상륙하고, 삼별초는 힘없이 무너졌다. 지휘자 김통정은 산 속에서 스스로 목숨을 끊음으로서 4년에 걸친 삼별초의 항전은 막을 내린다.

## 일본과의 관계
(원문)
一 以前狀【文永五年】揚蒙古之德 今度狀【文永八年】韋毳者無遠慮云云如何

一 文永五年狀書年號 今度不書年號事

一 以前狀歸蒙古之德成君臣之禮云云 今狀遷宅江華近四十年 被髮左袵聖賢所惡 仍又遷都珍嶋事

一 今度狀端不從成戰之思也 奧爲蒙所使云云 前後相違如何

一 漂風人護送事

一 屯金海府之兵 先二十許人送日本國事

一 我本朝統合三韓事

一 安寧社稷 待天時事

一 請胡騎數萬兵事

一 達兇疏 許垂寬宥事

一 奉贄事

一 貴朝遣使問訊事

(해석)
- 이전【분에이(文永) 5년(1268년, 원종 9년)】의 장(狀)에서는 몽골의 덕을 찬양했는데, 이번 서장【분에이 8년(1271년, 원종 11년)】의 서장에서는 '위취자(韋毳者, 짐승 가죽 걸친 놈)들은 멀리 내다보는 생각을 하지 않는다' 한다. 어찌된 일인가?
- 분에이 5년의 서장에서는 몽골 연호를 썼는데 이번에는 쓰지 않은 일.
- 전의 서장에서는 '몽골의 덕에 귀부하여 군신의 예를 이루었다' 하였는데, 이번에는 '강화로 천도한 지 40여 년'이나 되었다고 하고 '피발좌임(被髮左袵)은 성현이 꺼린 것'이라 하고 '또 진도(珍嶋)로 천도했다'는 일.
- 이번 서장 앞부분에서는 (몽골을) 따르지 않아 전쟁이 있게 된 까닭을 쓰고, 뒷부분에서는 '몽골이 고려를 부렸다'고 하니 전후가 서로 다르다. 어찌된 일인가?
- '풍랑으로 표류된 자들을 호송한다'고 한 일.
- '김해부의 병사 20여 명을 먼저 일본국으로 보낸다'고 한 일.[3]
- '우리 본조(고려)가 삼한을 통합했다'고 한 일.
- '사직을 안녕케 하면서 하늘의 때를 기다린다'고 한 일.
- '수만의 호기(胡騎)를 청한다'[4]는 일.
- '흉악한 상소가 도착하더라도 너그러이 용서해 달라' 한 일.
- '예물을 드린다'고 한 일.
- '귀조(일본)가 사신을 보내 방문하라' 한 일.

일본의 도쿄대학 사료편찬소에 소장되어 있는 《고려첩장 불심조조》(高麗牒状不審条々)라는 제목의 문건은 당시 일본측이 고려로부터 받은 문건 가운데 앞서 고려로부터 전해진 국서와는 내용이 다른 점에 대해서 메모해 둔 것인데, 일본 가마쿠라 시대의 구게(公家) 요시다 쓰네나가(吉田経長, 1239~1309)의 일기인 《길속기》(吉續記)에는 분에이(文永) 8년(1271년) 9월 5일에 고려로부터 첩장이 전해졌다고 하는 기록이 남아 있으며, 진도가 함락된 이후의 시점에서 일본에 전달된 그 첩장의 내용은 앞서의 국서에서 몽골의 위엄과 덕을 찬양하고 있던 것과는 다른 것이었다.
실제 고려에서는 원종 8년인 분에이 4년(1267년) 쿠빌라이 칸의 요구에 따라 일본으로 하여금 몽골에 사신을 파견할 것을 권하는 국서를 보낸 적이 있었다. 하지만 당시 일본은 고려로부터 온 국서의 수령을 거부했고, 결국 고려 사신들은 다자이후에 머무르다 이듬해에 귀국하였다. 이때 보낸 문서의 내용이 일본 나라의 동대사(東大寺) 존승원(尊勝院) 소장 문서 중 「조복이조원적초」(調伏異朝怨敵抄)에 필사되어 전한다. 그 내용은 몽골 황제의 교화가 미치지 않는 나라가 없다는 것을 천하에 알리려 하니 통호하길 권유한다는 것이었다. 
분에이 4년에 고려로부터 전해졌던 첩장과는 달리 분에이 8년(1271년) 일본측에 접수되었던 또 하나의 고려첩장의 원본은 전해지지 않지만, 대략적인 내용은 《고려첩장 불심조조》라는 문서를 통해 몽골의 덕을 찬양하던 이전의 고려의 국서와는 정반대로 위취(韋毳)니 피발좌임(被髮左袵)이니 하는 말로 몽골을 비난하며 또한 '진도'로 천도하였음을 알리고 일본에 병사를 청하는 내용이었던 것을 알 수 있으며, 분에이 8년(1271년) 9월 시점에서 이러한 내용의 국서를 일본에 보낼 세력은 당시 진도를 거점으로 항쟁하던 삼별초 세력임이 유력하다. 당시 삼별초는 진도 정부가 고려의 '정통' 정부임을 강조하며 동시에 몽골 침략의 위기를 일본과 공동으로 타개해 나갈 것을 소망하는 기대를 가지고 있었다. 이때 고려첩장을 가지고 일본으로 파견되었던 진도 삼별초의 사신은 진도 정부가 붕괴된 이후에도 한동안 외교적 활동을 전개하였던 것으로 보이는데, 1271년 9월 19일에 일본에 왔던 원의 사신 조양필(趙良弼)과 관련한 기록에서 고려담라(高麗聃羅) 즉 '탐라'의 삼별초가 일본에 도착한 조양필의 사행을 방해하려 하였다는 기록이나 도단공(徒單公) 리(履)가 찬하였다는 석각 사료 《찬황복현기》에서 마찬가지로 조양필의 공적을 찬양하는 가운데 "반적 탐라가 (조양필의) 길을 막았다."는 기록에서 암시된다.

## 기타 정보

### 역대 지휘자
- 배중손 : (임기 : 1233년 ~ 1271년)
  - 배중손은 전 신의군의 우두머리로 삼별초에서도 지휘자를 맡아 삼별초를 총지휘했다. 이후 새 나라를 세우기 위해 왕족인 온왕을 추대한다.
- 온왕 : (재위 : 1270년 ~ 1271년)
  - 삼별초가 내세운 국왕으로, 배중손에게 추대 받아 왕위에 올랐다. 몽고에 저항하기 위해 강화도의 본산을 진도로 옮기면서 많은 노력을 했고, 진압군을 번번이 패퇴시키는 등 전적을 남겼으나 진도 전투로 장수 배중손이 전장에서 죽으면서 체포되어 결국 처형당했다.
- 김통정 : (임기 : 1271년 ~ 1273년)
  - 진도 전투에서 살아 남은 군사들을 총지휘했다. 탐라로 이동하여, 성을 쌓는 끈질김에 여몽의 포기가 다가오고 삼별초의 승리가 코앞으로 다가왔으나 원나라의 일본 정벌 정책으로 인해 원 세조는 탐라를 차지하려 했다. 그리하여 1만 병력의 진압군이 쳐들어와 결국 삼별초의 항전은 막을 내린다.

### 고려 군대 계보
- 좌별초 → 신의군┐
- 우별초 ────삼별초

## 같이 보기
- 삼별초의 난
- 무신정권
- 최우
- 배중손
- 우천석
- 서균한
- 서정
- 승화후
- 진도 용장성 - 사적 제126호
- 제주 항파두리 항몽 유적 - 사적 제396호
- 원의 간섭